# Codificació de binari a text
Codificació binari a text és un tipus de codificació de transport de dades, que té la finalitat de protegir les dades que s'envien a altres ordinadors i evitar així danys a causa de certes restriccions de la capa de la xarxa de transmissió que és la responsable del transport de les dades (vegeu el model OSI).
Un exemple d'aquesta limitació pot ser la incapacitat d'algunes màquines antigues per transmetre dades de més de 7 bits. Tractant d'enviar dades de 8 bits (és a dir, compostes d'octets de 8 bits) sense una codificació especial pot causar un perjudici a aquests bytes quan arriben a un ordinador antic (per el que passen les dades) que pot prendre certs octets com caràcters de control (P.E.: "final de línia", "final de fitxer",..) i prendre una acció en lloc de transferir-los tal com estan.

## Tipus de codificació de transport de dades
- Base64
- UUEncode
- BinHex